# (100733) Annafalcká
(100733) Annafalcká es un asteroide perteneciente al cinturón de asteroides descubierto el 18 de febrero de 1998 por el equipo del Observatorio Kleť desde el Observatorio Kleť, České Budějovice, República Checa.

## Designación y nombre
Designado provisionalmente como 1998 DA1. Fue nombrado Annafalcká en homenaje a Anna Falcká (o Ana del Palatinado), la segunda esposa de Carlos IV, Sacro Emperador Romano y Rey de Bohemia. En 1350 dio a luz a un hijo largamente deseado, Wenceslao, quien, desafortunadamente, murió un año después.

## Características orbitales
Annafalcká está situado a una distancia media del Sol de 2,296 ua, pudiendo alejarse hasta 2,534 ua y acercarse hasta 2,058 ua. Su excentricidad es 0,103 y la inclinación orbital 6,158 grados. Emplea 1271,14 días en completar una órbita alrededor del Sol.

## Características físicas
La magnitud absoluta de Annafalcká es 16,7. 